# Herman Beysens
Herman Beysens (Essen, 27 mei 1950) is een voormalig Belgisch wielrenner. Hij was profrenner van 1971 tot en met 1981. Een van zijn belangrijkste overwinningen is de Omloop der Vlaamse Ardennen-Ichtegem in 1977 – deze koers heet tegenwoordig Dwars door West-Vlaanderen. Beysens nam zeven keer deel aan de Ronde van Frankrijk, met een 23e plaats in 1972 als beste resultaat.Sinds 2012 is Herman er telkens bij in de Ronde van Rwanda als coach. 

## Belangrijkste overwinningen
1971
- Seraing-Aachen-Seraing
- 2e etappe Ronde van België voor Amateurs

1977
- Eindzege Omloop der Vlaamse Ardennen-Ichtegem

1980
- GP Dr. Eugeen Roggeman - Stekene

## Resultaten in voornaamste wedstrijden
| \| Jaar \| Ronde van Italië \| Ronde van Frankrijk \| Ronde van Spanje \| \| ---- \| ---------------- \| ------------------- \| ---------------- \| \| 1972 \| \| 23e \| \| \| 1975 \| \| opgave \| \| \| 1976 \| \| 62e \| \| \| 1978 \| \| 44e \| \| \| 1979 \| \| opgave \| \| \| 1980 \| \| 78e \| \| \| 1981 \| \| 79e \| \| (en) Profiel van Herman Beysens op ProCyclingStats (als Herman Beyssens) Bronnen, noten en/of referenties 1. |                  |                     |                  |
| Jaar | Ronde van Italië | Ronde van Frankrijk | Ronde van Spanje |
| 1972 |                  | 23e                 |                  |
| 1975 |                  | opgave              |                  |
| 1976 |                  | 62e                 |                  |
| 1978 |                  | 44e                 |                  |
| 1979 |                  | opgave              |                  |
| 1980 |                  | 78e                 |                  |
| 1981 |                  | 79e                 |                  |